# Kenneth I da Escócia
Cináed mac Ailpín (gaélico moderno: Coinneach mac Ailpein), anglicanizado como Kenneth MacAlpin e mais conhecido por seu nome régio moderno de Kenneth I (Iona, 810 – Cinnbelachoir, 13 de fevereiro de 858) foi o Rei dos Pictos e primeiro rei da Escócia. Kenneth I conquistou o reino dos Pictos em 843-850 e iniciou uma campanha para conquistar toda a Escócia e assimilar os Pictos, pelo que foi apelidado postumamente de An Ferbasach ("O Conquistador"). Ele lutou contra os britões do Reino de Strathclyde e os invasores Vikings da Escandinávia. Forteviot tornou-se a capital de seu reino e Kenneth transferiu relíquias, incluindo a Pedra de Scone de uma abadia abandonada em Iona, para seu novo domínio.
Kenneth I é tradicionalmente considerado o fundador da Escócia, que na época era conhecida como Alba, embora, como seus sucessores imediatos, ele tivesse o título de Rei dos Pictos. Uma crônica chama Kenneth de o primeiro legislador escocês, mas não há informações sobre as leis que ele promulgou.